# Großer Überhang (Kugelstein)
Der Große Überhang ist eine bei Frohnleiten gelegene Halbhöhle und befindet sich in 480 m ü. A. im Kugelstein nördlich des Hauptortes von Deutschfeistritz und südwestlich von Badl, Steiermark in Österreich.

## Lage
Der Große Überhang befindet sich im westlichen Teil des Nordhanges des Kugelsteins, etwas südöstlich der Schichtgrenzhöhle und der Harnischhöhle am Fuße einer Felswand. Der Eingang ist gut sichtbar.

## Beschreibung
Beim rund 32 Meter langen Großen Überhang handelt es sich um eine Halbhöhle. Der Eingang zur Halbhöhle hat eine Breite von 31,9 Metern sowie eine Höhe von 6 bis 7 Metern. Die Höhle reicht im Durchschnitt etwa 8 Meter in die Felswand hinein.
Der Höhlenboden ist mit sandigem Lehm bedeckt.